# العلاقات الإستونية اللبنانية
العلاقات الإستونية اللبنانية هي العلاقات الثنائية التي تجمع بين إستونيا ولبنان.

## مقارنة بين البلدين
هذه مقارنة عامة ومرجعية للدولتين:
| وجه المقارنة                                              | إستونيا                                                                             | لبنان                                                                |
| --------------------------------------------------------- | ----------------------------------------------------------------------------------- | -------------------------------------------------------------------- |
| المساحة (كم2)                                             | 45.34 ألف                                                                           | 10.45 ألف                                                            |
| عدد السكان (نسمة)                                         | 1.32 مليون                                                                          | 6.10 مليون                                                           |
| الكثافة السكانية (ن./كم²)                                 | 29.11                                                                               | 583.73                                                               |
| العاصمة                                                   | تالين                                                                               | بيروت                                                                |
| اللغة الرسمية                                             | اللغة الإستونية                                                                     | اللغة العربية، لغة فرنسية                                            |
| العملة                                                    | يورو، كرون إستوني، كرون إستوني، المارك الإستوني                                     | ليرة لبنانية                                                         |
| الناتج المحلي الإجمالي (بليون دولار)                      | 25.92 مليار                                                                         | 51.84 مليار                                                          |
| الناتج المحلي الإجمالي (تعادل القوة الشرائية) بليون دولار | 38.11 مليار                                                                         | 81.54 مليار                                                          |
| الناتج المحلي الإجمالي الاسمي للفرد دولار أمريكي          | 17.79 ألف                                                                           | 8.05 ألف                                                             |
| الناتج المحلي الإجمالي للفرد دولار أمريكي                 | 28.14 ألف                                                                           | 17.46 ألف                                                            |
| مؤشر التنمية البشرية                                      | 0.871                                                                               | 0.769                                                                |
| رمز المكالمات الدولي                                      | +372                                                                                | +961                                                                 |
| رمز الإنترنت                                              | .ee                                                                                 | .lb                                                                  |
| المنطقة الزمنية                                           | ت ع م+02:00، ت ع م+03:00، توقيت شرق أوروبا، أوروبا/تالين ‏، توقيت شرق أوروبا الصيفي ‏ | ت ع م+02:00، ت ع م+03:00، توقيت شرق أوروبا، توقيت شرق أوروبا الصيفي ‏ |

## منظمات دولية مشتركة
يشترك البلدان في عضوية مجموعة من المنظمات الدولية، منها:
| علم المنظمة | اسم المنظمة                               | تاريخ انضمام إستونيا | تاريخ انضمام لبنان |
| ----------- | ----------------------------------------- | -------------------- | ------------------ |
|             | مؤسسة التنمية الدولية                     | 11 أكتوبر 2008       | 10 أبريل 1962      |
|             | يونسكو                                    | 14 أكتوبر 1991       | 4 نوفمبر 1946      |
|             | وكالة ضمان الاستثمار متعدد الأطراف        | 24 سبتمبر 1992       | 19 أكتوبر 1994     |
|             | الأمم المتحدة                             | 17 سبتمبر 1991       | 24 أكتوبر 1945     |
|             | الاتحاد البريدي العالمي                   | ?                    | ?                  |
|             | البنك الدولي للإنشاء والتعمير             | 23 يونيو 1992        | 14 أبريل 1947      |
|             | الاتحاد الدولي للاتصالات                  | 19 مايو 1922         | 12 يناير 1924      |
|             | منظمة حظر الأسلحة الكيميائية              | ?                    | ?                  |
|             | مؤسسة التمويل الدولية                     | 9 أغسطس 1993         | 28 ديسمبر 1956     |
|             | المركز الدولي لتسوية المنازعات الاستشارية | 23 يوليو 1992        | 25 أبريل 2003      |
|             | منظمة الشرطة الجنائية الدولية             | ?                    | ?                  |

## وصلات خارجية
- موقع وزارة الخارجية الإستونية